# Thank You for the Music
Thank You for the Music is een nummer van de Zweedse popgroep ABBA. Het nummer is afkomstig van het album The Album uit 1977. In eerste instantie werd het nummer uitgebracht als tweede A-kant van het nummer Eagle. In onder anderen het Verenigd Koninkrijk werd Thank You for the Music echter als single uitgebracht eind 1983, waar het de laatste single was van ABBA. Ook in Nederland werd het nummer toen (her)uitgebracht. Waar in 1978 nog de top tien werd gehaald (weliswaar als onderdeel van Eagle), moest het nummer het in 1984 doen met een achtendertigste plaats in de Nederlandse Top 40 en de drieëntwintigste plaats in de Nationale Hitparade.

## Achtergrondinformatie
Agnetha Fältskog neemt in het nummer de zang voor haar rekening. Anni-Frid Lyngstad zingt met haar mee tijdens het refrein. Het nummer werd ook uitgebracht in het Spaans, met als titel Gracias Por La Música. Deze versie werd geschreven door Buddy en Mary McCluskey. Als B-kant werd hier de Spaanse versie van Gimme! Gimme! Gimme! (A Man After Midnight) gebruikt: ¡Dame! ¡Dame! ¡Dame!.

## Hitnotering
| Eagle/Thank You for the Music in de Nederlandse Top 40 - binnen: 20 mei 1978 | Eagle/Thank You for the Music in de Nederlandse Top 40 - binnen: 20 mei 1978 | Eagle/Thank You for the Music in de Nederlandse Top 40 - binnen: 20 mei 1978 | Eagle/Thank You for the Music in de Nederlandse Top 40 - binnen: 20 mei 1978 | Eagle/Thank You for the Music in de Nederlandse Top 40 - binnen: 20 mei 1978 | Eagle/Thank You for the Music in de Nederlandse Top 40 - binnen: 20 mei 1978 | Eagle/Thank You for the Music in de Nederlandse Top 40 - binnen: 20 mei 1978 | Eagle/Thank You for the Music in de Nederlandse Top 40 - binnen: 20 mei 1978 | Eagle/Thank You for the Music in de Nederlandse Top 40 - binnen: 20 mei 1978 | Eagle/Thank You for the Music in de Nederlandse Top 40 - binnen: 20 mei 1978 | Eagle/Thank You for the Music in de Nederlandse Top 40 - binnen: 20 mei 1978 |
| Week                                                                         | 1                                                                            | 2                                                                            | 3                                                                            | 4                                                                            | 5                                                                            | 6                                                                            | 7                                                                            | 8                                                                            | 9                                                                            |                                                                              |
| ---------------------------------------------------------------------------- | ---------------------------------------------------------------------------- | ---------------------------------------------------------------------------- | ---------------------------------------------------------------------------- | ---------------------------------------------------------------------------- | ---------------------------------------------------------------------------- | ---------------------------------------------------------------------------- | ---------------------------------------------------------------------------- | ---------------------------------------------------------------------------- | ---------------------------------------------------------------------------- | ---------------------------------------------------------------------------- |
| Nummer                                                                       | 25                                                                           | 10                                                                           | 5                                                                            | 4                                                                            | 4                                                                            | 11                                                                           | 16                                                                           | 26                                                                           | 34                                                                           | uit                                                                          |

| Thank You for the Music in de Nederlandse Top 40 - binnen: 12 mei 1984 | Thank You for the Music in de Nederlandse Top 40 - binnen: 12 mei 1984 | Thank You for the Music in de Nederlandse Top 40 - binnen: 12 mei 1984 | Thank You for the Music in de Nederlandse Top 40 - binnen: 12 mei 1984 | Thank You for the Music in de Nederlandse Top 40 - binnen: 12 mei 1984 |
| Week                                                                   | 1                                                                      | 2                                                                      | 3                                                                      |                                                                        |
| ---------------------------------------------------------------------- | ---------------------------------------------------------------------- | ---------------------------------------------------------------------- | ---------------------------------------------------------------------- | ---------------------------------------------------------------------- |
| Nummer                                                                 | 38                                                                     | 38                                                                     | 40                                                                     | uit                                                                    |

| Eagle/Thank You for the Music in de Nederlandse Single Top 100 - binnen: 27 mei 1978 | Eagle/Thank You for the Music in de Nederlandse Single Top 100 - binnen: 27 mei 1978 | Eagle/Thank You for the Music in de Nederlandse Single Top 100 - binnen: 27 mei 1978 | Eagle/Thank You for the Music in de Nederlandse Single Top 100 - binnen: 27 mei 1978 | Eagle/Thank You for the Music in de Nederlandse Single Top 100 - binnen: 27 mei 1978 | Eagle/Thank You for the Music in de Nederlandse Single Top 100 - binnen: 27 mei 1978 | Eagle/Thank You for the Music in de Nederlandse Single Top 100 - binnen: 27 mei 1978 | Eagle/Thank You for the Music in de Nederlandse Single Top 100 - binnen: 27 mei 1978 | Eagle/Thank You for the Music in de Nederlandse Single Top 100 - binnen: 27 mei 1978 | Eagle/Thank You for the Music in de Nederlandse Single Top 100 - binnen: 27 mei 1978 | Eagle/Thank You for the Music in de Nederlandse Single Top 100 - binnen: 27 mei 1978 | Eagle/Thank You for the Music in de Nederlandse Single Top 100 - binnen: 27 mei 1978 |
| Week                                                                                 | 1                                                                                    | 2                                                                                    | 3                                                                                    | 4                                                                                    | 5                                                                                    | 6                                                                                    | 7                                                                                    | 8                                                                                    | 9                                                                                    | 10                                                                                   |                                                                                      |
| ------------------------------------------------------------------------------------ | ------------------------------------------------------------------------------------ | ------------------------------------------------------------------------------------ | ------------------------------------------------------------------------------------ | ------------------------------------------------------------------------------------ | ------------------------------------------------------------------------------------ | ------------------------------------------------------------------------------------ | ------------------------------------------------------------------------------------ | ------------------------------------------------------------------------------------ | ------------------------------------------------------------------------------------ | ------------------------------------------------------------------------------------ | ------------------------------------------------------------------------------------ |
| Nummer                                                                               | 28                                                                                   | 7                                                                                    | 7                                                                                    | 11                                                                                   | 12                                                                                   | 10                                                                                   | 12                                                                                   | 21                                                                                   | 22                                                                                   | 27                                                                                   | uit                                                                                  |

| Thank You for the Music in de Nederlandse Single Top 100 - binnen: 21 april 1984 | Thank You for the Music in de Nederlandse Single Top 100 - binnen: 21 april 1984 | Thank You for the Music in de Nederlandse Single Top 100 - binnen: 21 april 1984 | Thank You for the Music in de Nederlandse Single Top 100 - binnen: 21 april 1984 | Thank You for the Music in de Nederlandse Single Top 100 - binnen: 21 april 1984 | Thank You for the Music in de Nederlandse Single Top 100 - binnen: 21 april 1984 |
| Week                                                                             | 1                                                                                | 2                                                                                | 3                                                                                | 4                                                                                |                                                                                  |
| -------------------------------------------------------------------------------- | -------------------------------------------------------------------------------- | -------------------------------------------------------------------------------- | -------------------------------------------------------------------------------- | -------------------------------------------------------------------------------- | -------------------------------------------------------------------------------- |
| Nummer                                                                           | 29                                                                               | 23                                                                               | 36                                                                               | 43                                                                               | uit                                                                              |

### Evergreen Top 1000
| Evergreen Top 1000 "Thank You For The Music" | Evergreen Top 1000 "Thank You For The Music" | Evergreen Top 1000 "Thank You For The Music" | Evergreen Top 1000 "Thank You For The Music" | Evergreen Top 1000 "Thank You For The Music" | Evergreen Top 1000 "Thank You For The Music" | Evergreen Top 1000 "Thank You For The Music" | Evergreen Top 1000 "Thank You For The Music" | Evergreen Top 1000 "Thank You For The Music" | Evergreen Top 1000 "Thank You For The Music" | Evergreen Top 1000 "Thank You For The Music" | Evergreen Top 1000 "Thank You For The Music" | Evergreen Top 1000 "Thank You For The Music" | Evergreen Top 1000 "Thank You For The Music" | Evergreen Top 1000 "Thank You For The Music" | Evergreen Top 1000 "Thank You For The Music" | Evergreen Top 1000 "Thank You For The Music" |
| Jaar                                         | 2008                                         | 2009                                         | 2010                                         | 2011                                         | 2012                                         | 2013                                         | 2014                                         | 2015                                         | 2016                                         | 2017                                         | 2018                                         | 2019                                         | 2020                                         | 2021                                         | 2022                                         | 2023                                         |
| -------------------------------------------- | -------------------------------------------- | -------------------------------------------- | -------------------------------------------- | -------------------------------------------- | -------------------------------------------- | -------------------------------------------- | -------------------------------------------- | -------------------------------------------- | -------------------------------------------- | -------------------------------------------- | -------------------------------------------- | -------------------------------------------- | -------------------------------------------- | -------------------------------------------- | -------------------------------------------- | -------------------------------------------- |
| Positie                                      | 10                                           | 50                                           | 26                                           | 26                                           | 28                                           | 104                                          | 97                                           | 98                                           | 158                                          | 106                                          | 123                                          | 231                                          | 177                                          | 124                                          | 155                                          | 171                                          |

### NPO Radio 2 Top 2000
| Nummer met noteringen in de NPO Radio 2 Top 2000 | '99 | '00 | '01 | '02 | '03 | '04 | '05 | '06 | '07 | '08 | '09 | '10 | '11 | '12 | '13 | '14 | '15 | '16 | '17 | '18 | '19 | '20 | '21 | '22 | '23 | '24 |
| ------------------------------------------------ | --- | --- | --- | --- | --- | --- | --- | --- | --- | --- | --- | --- | --- | --- | --- | --- | --- | --- | --- | --- | --- | --- | --- | --- | --- | --- |
| Thank You for the Music                          | 50  | 201 | 264 | 267 | 248 | 210 | 170 | 243 | 137 | 178 | 284 | 310 | 409 | 374 | 460 | 376 | 401 | 378 | 432 | 438 | 416 | 419 | 322 | 376 | 359 | 478 |

1. ↑  Een vetgedrukt getal geeft de hoogste notering aan.

## Trivia
- Het nummer is onderdeel van de musical Mamma Mia!. Het nummer wordt gezongen door Sophie en Harry. In de verfilming is het nummer alleen te horen tijdens de aftiteling, waar het gezongen wordt door Amanda Seyfried (Sophie).
- De titel van het nummer wordt vaak gezien als signaal van het einde van ABBA, gezongen als dankbetuiging en afscheidsnummer aan alle fans. Doordat het nummer echter al uit 1977 stamt, is daar helemaal geen sprake van.
- Tijdens het Goede tijden, slechte tijden-gala in 1995, ter ere van de 1000e aflevering van de soap, werd aan het eind van het jubileum de muziek gebruikt voor het nummer Dank u voor het kijken.
- Het nummer werd gebruikt tijdens het afsluiten van de Soundmixshow op VTM (jaren '90), waarin alle soundmixers samen het nummer zongen.